# Élections cantonales de 1889 dans le Finistère
Les élections cantonales françaises de 1889 ont eu lieu les 28 juillet 1889 et 4 aout 1889.

## Assemblée départementale sortante
| Parti                                  | Sigle   | Élus |
| -------------------------------------- | ------- | ---- |
| Majorité (- sièges)                    |         |      |
| Républicains modérés                   | Rép mod | -    |
| Radicaux                               | Rad     | -    |
| Rallié                                 | Rallié  | -    |
| Opposition (- sièges)                  |         |      |
| Royalistes                             | Réact   | -    |
| Président du conseil général           |         |      |
| Armand Rousseau (Républicains modérés) |         |      |

## Assemblée départementale élue
| Parti                                  | Sigle   | Élus |
| -------------------------------------- | ------- | ---- |
| Majorité (29 sièges)                   |         |      |
| Républicains modérés                   | Rép mod | 28   |
| Radicaux                               | Rad     | 1    |
| Rallié                                 | Rallié  | 0    |
| Opposition (14 sièges)                 |         |      |
| Royalistes                             | Réact   | 14   |
| Président du conseil général           |         |      |
| Armand Rousseau (Républicains modérés) |         |      |

## Résultats par canton

### Canton de Brest-1
| Candidats | Candidats        | Étiquette | Premier tour | Premier tour | Second tour | Second tour |
| Candidats | Candidats        | Étiquette | Voix         | %            | Voix        | %           |
| --------- | ---------------- | --------- | ------------ | ------------ | ----------- | ----------- |
|           | Louis Delobeau * | Rép.mod   | 1 179        | 78.97        | 808         | 89.58       |
|           |                  |           |              |              |             |             |
| Inscrits  | Inscrits         | Inscrits  | 5 558        |              | 5 558       |             |
| Votants   | Votants          | Votants   | 1 493        | 26.86        | 902         | 16.23       |
| Exprimés  |                  |           |              |              |             |             |

*sortant

### Canton d'Ouessant
|          | Charles Chevillotte | Réact    | 293 | 90.15 |  |  |
|          |                     |          |     |       |  |  |
| Inscrits | Inscrits            | Inscrits | 546 |       |  |  |
| Votants  | Votants             | Votants  | 325 | 59.52 |  |  |
| Exprimés | Exprimés            | Exprimés | 310 | 95.39 |  |  |

*sortant

### Canton de Lesneven
|          | Alfred Lunven * | Réact    | 2 245 | 61.66 |  |  |
|          | Mr Robert       | Réact    | 1 109 | 38.34 |  |  |
|          |                 |          |       |       |  |  |
| Inscrits | Inscrits        | Inscrits | 4 959 |       |  |  |
| Votants  | Votants         | Votants  | 3 658 | 73.77 |  |  |
| Exprimés | Exprimés        | Exprimés | 3 641 | 99.54 |  |  |

*sortant

### Canton de Ploudiry
|          | Hilarion de l'Estang du Rusquec * | Réact    | 880   | 98.00  |  |  |
|          |                                   |          |       |        |  |  |
| Inscrits | Inscrits                          | Inscrits | 1 495 |        |  |  |
| Votants  | Votants                           | Votants  | 898   | 60.07  |  |  |
| Exprimés | Exprimés                          | Exprimés | 2 898 | 100.00 |  |  |

*sortant

### Canton de Saint-Renan
|          | Léon Cheminant    | Rép.mod  | 1 582 | 53.81 |  |  |
|          | Mr de Kervenderie | Réact    | 1 355 | 46.19 |  |  |
|          |                   |          |       |       |  |  |
| Inscrits | Inscrits          | Inscrits | 3 940 |       |  |  |
| Votants  | Votants           | Votants  | 2 951 | 74.90 |  |  |
| Exprimés | Exprimés          | Exprimés | 2 940 | 99.63 |  |  |

*sortant

### Canton de Landerneau
| Candidats | Candidats       | Étiquette | Premier tour | Premier tour | Second tour | Second tour |
| Candidats | Candidats       | Étiquette | Voix         | %            | Voix        | %           |
| --------- | --------------- | --------- | ------------ | ------------ | ----------- | ----------- |
|           | Mr Boucher      | Réact     | 1 799        | 47.59        | 1 897       | 46.45       |
|           | Léopold Maissin | Rép.mod   | 1 743        | 46.11        | 2 187       | 53.55       |
|           | Mr Jestin       |           | 173          | 4.58         |             |             |
|           | Mr Le Guen      |           | 65           | 1.72         |             |             |
|           |                 |           |              |              |             |             |
| Inscrits  | Inscrits        | Inscrits  | 5 884        |              | 5 884       |             |
| Votants   | Votants         | Votants   | 3 878        | 65.91        | 4 095       | 69.60       |
| Exprimés  |                 |           |              |              |             |             |

*sortant

### Canton de Plogastel-Saint-Germain
|          | Mr de St Luc       | Réact    | 1 720 | 50.68 |  |  |
|          | Georges Le Bail    | Rép.mod  | 1 563 | 46.05 |  |  |
|          | Jean-Pierre Daniel |          | 60    | 1.77  |  |  |
|          | jean-Marie Carval  |          | 44    | 1.30  |  |  |
|          |                    |          |       |       |  |  |
| Inscrits | Inscrits           | Inscrits | ?     |       |  |  |
| Votants  | Votants            | Votants  | 3 401 |       |  |  |
| Exprimés | Exprimés           | Exprimés | 3 394 | 99.79 |  |  |

*sortant

### Canton de Quimper
|          | Joseph Astor | Rép.mod  | 2 518 | 85.36 |  |  |
|          |              |          |       |       |  |  |
| Inscrits | Inscrits     | Inscrits | 6 156 |       |  |  |
| Votants  | Votants      | Votants  | 2 950 | 47.92 |  |  |
| Exprimés | Exprimés     | Exprimés | 2 866 | 97.15 |  |  |

*sortant

### Canton de Briec
|          | Augustin de la Grandrière | Réact    | 801   | 59.03 |  |  |
|          | Mr Jaouen                 | Rép.mod  | 533   | 39.28 |  |  |
|          |                           |          |       |       |  |  |
| Inscrits | Inscrits                  | Inscrits | 1 639 |       |  |  |
| Votants  | Votants                   | Votants  | 1 363 | 83.16 |  |  |
| Exprimés | Exprimés                  | Exprimés | 1 357 | 99.56 |  |  |

*sortant

### Canton de Scaër
|          | James de Kerjégu * | Rép.mod  | 1 521 | 91.02 |  |  |
|          |                    |          |       |       |  |  |
| Inscrits | Inscrits           | Inscrits | 2 368 |       |  |  |
| Votants  | Votants            | Votants  | 1 671 | 70.57 |  |  |
| Exprimés | Exprimés           | Exprimés | 1 669 | 99.88 |  |  |

*sortant

### Canton de Douarnenez
|          | Jean-Baptiste Le Batard | Rép.mod  | 2 440 | 90.51 |  |  |
|          | Mr Damey                |          | 182   | 6.75  |  |  |
|          |                         |          |       |       |  |  |
| Inscrits | Inscrits                | Inscrits | 7 300 |       |  |  |
| Votants  | Votants                 | Votants  | 2 732 | 37.43 |  |  |
| Exprimés | Exprimés                | Exprimés | 2 696 | 98.68 |  |  |

*sortant

### Canton de Morlaix
|          | Pierre-Frédéric Rouilly | Radical  | 2 405 | 88.71 |  |  |
|          | Prosper Estrade         | Rép.mod  | 207   | 7.64  |  |  |
|          |                         |          |       |       |  |  |
| Inscrits |                         |          |       |       |  |  |
| Votants  | Votants                 | Votants  | 2 779 |       |  |  |
| Exprimés | Exprimés                | Exprimés | 2 711 | 97.55 |  |  |

*sortant

### Canton de Sizun
|          | Jean-Pierre Le Bras * | Rép.mod  | 959   | 51.07 |  |  |
|          | Gabriel Boucher       | Réact    | 919   | 48.94 |  |  |
|          |                       |          |       |       |  |  |
| Inscrits | Inscrits              | Inscrits | 2 489 |       |  |  |
| Votants  | Votants               | Votants  | 1 881 | 75.57 |  |  |
| Exprimés | Exprimés              | Exprimés | 1 878 | 99.84 |  |  |

*sortant

### Canton de Taulé
|          | Baron Ferdinand Cazin d'Honincthun | Réact    | 1 522 | 95.72 |  |  |
|          |                                    |          |       |       |  |  |
| Inscrits | Inscrits                           | Inscrits | 2 787 |       |  |  |
| Votants  | Votants                            | Votants  | 1 590 | 57.05 |  |  |
| Exprimés | Exprimés                           | Exprimés | 1 567 | 95.55 |  |  |

*sortant

### Canton de Plouigneau
|          | Armand Jaouen | Rép.mod  | 2 053 | 97.30 |  |  |
|          |               |          |       |       |  |  |
| Inscrits | Inscrits      | Inscrits | 3 806 |       |  |  |
| Votants  | Votants       | Votants  | 2 110 | 55.44 |  |  |
| Exprimés | Exprimés      | Exprimés | 2 096 | 99.34 |  |  |

*sortant

### Canton de Châteaulin
|          | Corentin Halléguen | Rép.mod  | 2 273 | 90.81 |  |  |
|          |                    |          |       |       |  |  |
| Inscrits | Inscrits           | Inscrits | 5 006 |       |  |  |
| Votants  | Votants            | Votants  | 2 503 | 50.00 |  |  |
| Exprimés | Exprimés           | Exprimés | 2 475 | 98.88 |  |  |

*sortant

### Canton de Châteauneuf-du-Faou
|          | Mr Guéguen      | Rép.mod  | 2 019 | 50.37 |  |  |
|          | Mr Corbel       | Réact    | 1 775 | 44.29 |  |  |
|          | Mr Guyomarch    |          | 136   | 3.39  |  |  |
|          | Louis Dubuisson | Rép.mod  | 88    | 2.20  |  |  |
|          | Mr Le Roux      |          | 82    | 2.05  |  |  |
|          |                 |          |       |       |  |  |
| Inscrits | Inscrits        | Inscrits | 4 971 |       |  |  |
| Votants  | Votants         | Votants  | 4 068 | 81.84 |  |  |
| Exprimés | Exprimés        | Exprimés | 4 008 | 98.53 |  |  |

*sortant

### Canton d'Huelgoat
|          | Émile Gourvil        | Rép.mod  | 1 323 | 55.26 |  |  |
|          | Jean-Louis Le Gall * | Rép.mod  | 1 071 | 44.74 |  |  |
|          |                      |          |       |       |  |  |
| Inscrits | Inscrits             | Inscrits | 3 612 |       |  |  |
| Votants  | Votants              | Votants  | 2 401 | 66.47 |  |  |
| Exprimés | Exprimés             | Exprimés | 2 394 | 99.71 |  |  |

*sortant

### Canton du Faou
| Candidats | Candidats              | Étiquette | Premier tour | Premier tour | Second tour | Second tour |
| Candidats | Candidats              | Étiquette | Voix         | %            | Voix        | %           |
| --------- | ---------------------- | --------- | ------------ | ------------ | ----------- | ----------- |
|           | Auguste Bourhis        | Rép.mod   | 697          | 48.44        | 889         | 57.65       |
|           | Raoul Boscals de Réals | Réact     | 647          | 44.96        | 653         | 42.35       |
|           | Henri Guillou          |           | 61           | 4.24         |             |             |
|           | François Le Gall       |           | 33           | 2.29         |             |             |
|           |                        |           |              |              |             |             |
| Inscrits  | Inscrits               | Inscrits  | 1 971        |              | 1 971       |             |
| Votants   | Votants                | Votants   | 1 441        | 73.11        | 1 538       | 78.03       |
| Exprimés  | Exprimés               | Exprimés  | 1 439        | 99.86        |             |             |

*sortant

### Canton de Quimperlé
| Candidats | Candidats      | Étiquette | Premier tour | Premier tour | Second tour | Second tour |
| Candidats | Candidats      | Étiquette | Voix         | %            | Voix        | %           |
| --------- | -------------- | --------- | ------------ | ------------ | ----------- | ----------- |
|           | Léon Lorois *  | Réact     | 1 054        | 49.12        | 1 152       | 49.00       |
|           | Sosthène David | Rép.mod   | 1 039        | 48.42        | 1 196       | 50.87       |
|           |                |           |              |              |             |             |
| Inscrits  | Inscrits       | Inscrits  | 3 253        |              | 3 253       |             |
| Votants   | Votants        | Votants   | 2 289        | 70.37        | 2 359       | 72.52       |
| Exprimés  | Exprimés       | Exprimés  | 2 146        | 93.75        | 2 351       | 99.66       |

*sortant

### Canton de Landivisiau
|          | François Soubigou | Réact    | 2 379 | 97.22 |  |  |
|          |                   |          |       |       |  |  |
| Inscrits | Inscrits          | Inscrits | 3 721 |       |  |  |
| Votants  | Votants           | Votants  | 2 447 | 65.76 |  |  |
| Exprimés | Exprimés          | Exprimés | 2 419 | 98.86 |  |  |

*sortant

### Canton de Pont-Aven
|          | Anatole de Brémond d'Ars * | Réact (ex bonapartiste) | 2 337 | 95.58 |  |  |
|          |                            |                         |       |       |  |  |
| Inscrits | Inscrits                   | Inscrits                | 3 816 |       |  |  |
| Votants  | Votants                    | Votants                 | 2 445 | 64.07 |  |  |
| Exprimés | Exprimés                   | Exprimés                | 2 410 | 98.57 |  |  |

*sortant